# Гетьман Іван Іванович
Іван Іванович Гетьман (нар. 1913 — 1943, зник безвісти) — Герой Радянського Союзу (1940), за участь у 812-денного дрейфі криголамного пароплаву «Георгій Сєдов» у льодах Північного Льодовитого океану.

## Біографія
Народився в 1911 році у Ніжині у родині робітника. Українець. Закінчив 10 класів.
З 1936 року працював матросом на різних пароплавах на Далекому Сході.
З 1937 по 1940 року був кочегаром на пароплаві криголамного типу «Георгій Сєдов», ставши мимовільним учасником дрейфу цього судна у водах Північного Льодовитого океану, який радянська агітація висвітлювала як прояв мужності та незламності духу радянських людей.
3 лютого 1940 року Івану Івановичу Гетьману присвоєно звання Героя Радянського Союзу.
Брав участь у німецько-радянської війни. У діючій армії з 1942 року. 27 січня 1943 року зник безвісти (за іншими даними потрапив пораненим у полон і загинув).